# Kawasaki Ki-61
Ki-61 Hien (яп. 飛燕, «Ластівка») — одномісний армійський одномоторний винищувач суцільнометалевої конструкції Імперської армії Японії періоду Другої світової війни. Вирізнявся серед інших японських винищувачів дизайном, що робив його схожим на європейські винищувачі, а також мав додаткове бронювання. Під час перших контактів союзники помилково вважали його ліцензійною копією Messerschmitt Bf 109 або якогось італійського літака.
Розроблений під керівництвом Такео Дої. Це був єдиний серійний винищувач японської армії з V-подібним двигуном рідинного охолодження. Перший політ прототипу відбувся в грудні 1941 року. Прийнятий на озброєння в кінці 1942 під найменуванням винищувач армійський тип 3. Всього було побудовано більше 3000 літаків.
Кодове ім'я союзників — «Тоні» («Tony»).

## Історія створення

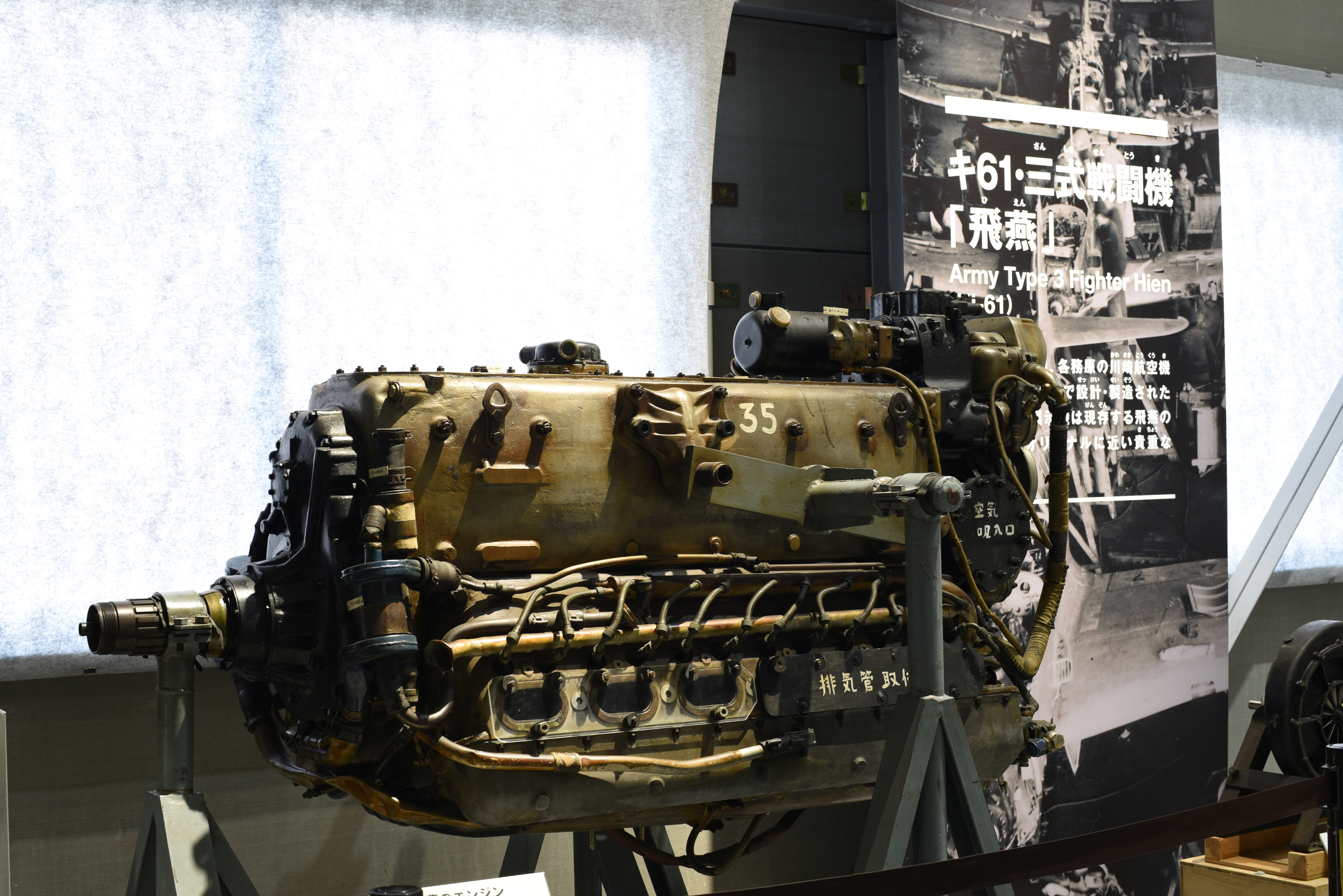
Двигун від Ki-61

Під час переговорів з фірмою Daimler-Benz про придбання ліцензії на виготовлення двигуна водяного охолодження Daimler-Benz DB 601, які проводились в квітні 1940 року, фірмі Kawasaki вдалось переконати штаб ВПС Імперської армії Японії на виготовлення винищувача під цей двигун. В результаті в лютому 1940 року було видане замовлення на виготовлення важкого винищувача-перехоплювача Ki-60 та легкого багатоцільового винищувача Ki-61. Спочатку пріорітет був наданий Ki-60, але через не надто вдалі випробування розробка Ki-60 була припинена, і головні інженери Такео Доі і Сін Овада почали працювати над Ki-61. Ліцензійна копія двигуна Daimler-Benz DB 601 отримала позначення Kawasaki Ha-40 перший екземпляр якого був успішно виготовлений в липні 1941 року, а в жовтні почалось серійне виробництво двигуна.
Під час розробки було запропоновано дизайн літака з вузькими але довгими крилами, які мали забезпечувати гарну маневреність і дальність дії. Також велику увагу приділили зменшенню маси і опору повітря, зокрема через довгий тонкий ніс. При цьому озброєння літака зросло вдвічі порівняно з Ki-43-I — тогочасним серійним літаком армії і склала два 12.7-мм кулемети «тип 1» (Ho-103) в фюзеляжі і два 7.7-мм кулемети «тип 89» (або ще два 12.7-мм кулемети) розміщені в крилах літака.
Після року розробки перший прототип було виготовлено на фабриці в місті Какаміґахара і в грудні 1941 року почалися льотні випробування. Слід зазначити, що Kawasaki почали підготовку виробничих ліній ще до тестових польотів. Правильність цього рішення була підтверджена, бо перший прототип виправдав найоптимістичніші надії армійського керівництва. Під час тестувань Ki-61 досяг максимальної швидкості в 591 км/год на висоті 6000 метрів. Ще одинадцять прототипів і передсерійних машин було виготовлено на початку 1942, які теж активно тестувалися і показували хороші результати. Хоча навантаження на крило було великим (за японськими стандартами) і становило 146 кг/м2, але більшість тих хто літав на Ki-61 були вражені швидкістю і озброєнням, а також відзначали бронювання і захист паливних баків. Під час порівняльних тестів проти Ki-43, Ki-44, імпортованого Messerschmitt Bf 109E і захопленого Curtiss P-40E, Ki-61 показав найкращі результати.

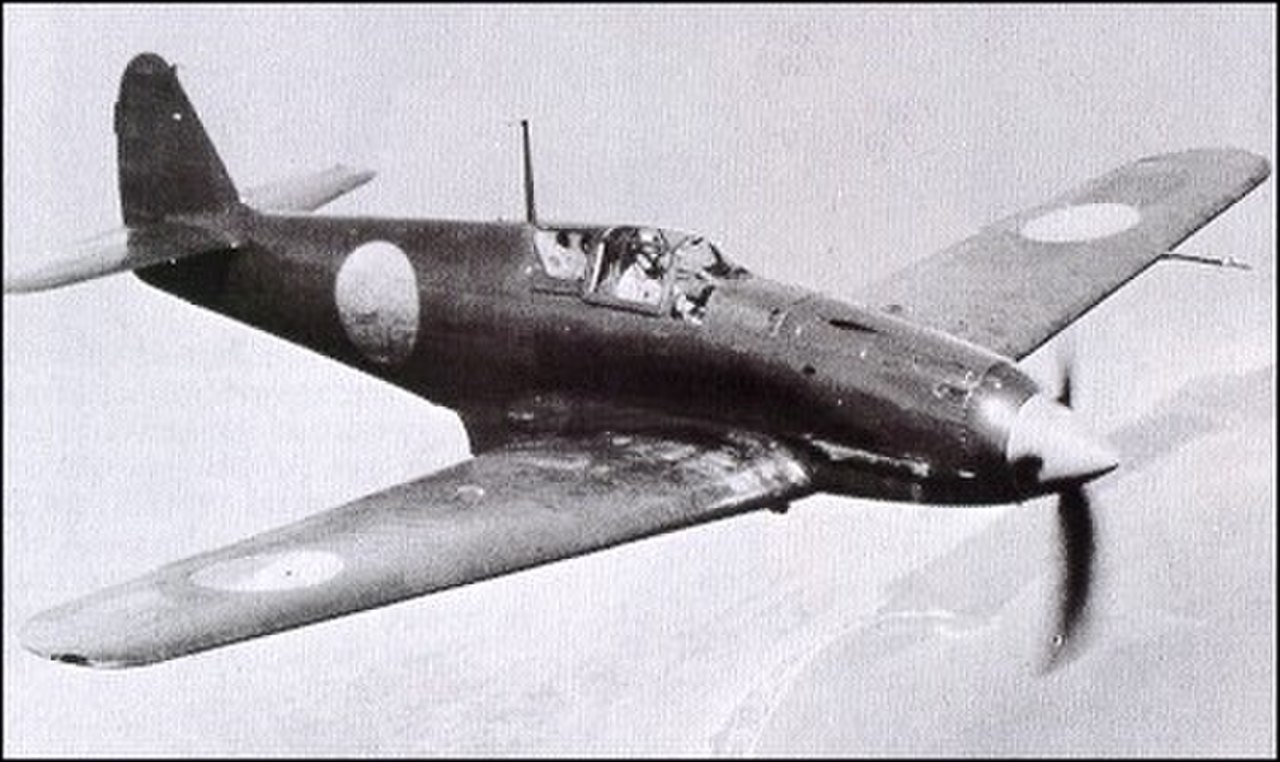
Фото одного з перших захоплених американцями Ki-61 на випробуваннях.

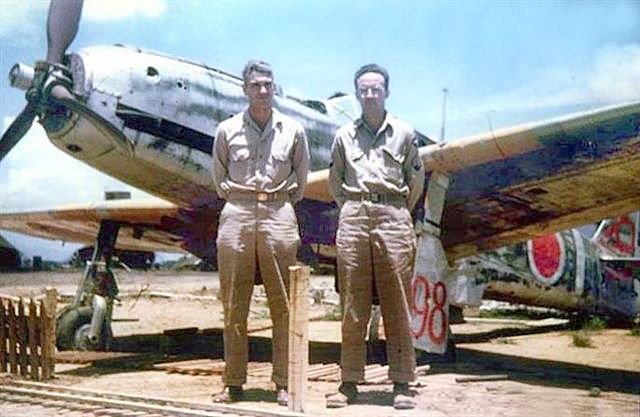
Кольорове фото Ki-61 знайдених в префектурі Тіба в 1946.

Тринадцятий екземпляр вже був серійною машиною і був завершений в серпні 1942. Від прототипів він відрізнявся лише відсутністю двох маленьких вікон спереді фюзеляжу. В кінці 1942 літак був офіційно прийнятий на озброєння в двох варіантах в залежності від озброєння: з двома 12.7-мм кулеметами в фюзеляжі і двома 7.7-мм кулеметами в крилах — армійський винищувач тип 3 модель 1A, і з 12,7-мм кулеметами в крилах — армійський винищувач тип 3 модель 1B, або Ki-61-Ia i Ki-61-Ib відповідно. В армійських частинах винищувач отримав назву «Хієн» (яп. 飛燕, «Ластівка»). В бойових частинах цей літак показав себе з найкращого боку в боях з винищувачами союзників, але через використання в ньому двигуна з рідинним охолодженням його наземне обслуговування в умовах вологого клімату викликало проблеми.
Ще на самому початку розробки Ki-61 розглядався варіант встановлення в якості основного озброєння 20-мм гармат, але через відсутність в японії відповідних гармат реалізувати ідею відразу не вийшло. Але в процесі виробництва 388 Ki-61-Ia/b було модифіковано для встановлення в крилах німецької 20-мм гармати Mauser MG151. Через малий об'єм в крилі гармата розташовувалась боком, а виступаючі частини прикривались обтічними виступами. Також щоб справлятись з більшою віддачею зброї було посилено конструкцію.
В 1942 році було виготовлено експериментальний варіант Ki-61 з випарною системою охолодження, таку систему Такео Доі планував застосувати в своєму наступному літаку Ki-64. В цьому експериментальному варіанті великий радіатор було замінено значно меншим, а охолодження мало відбуватись через випаровування на конденсаторах в крилах загальною площею 14 м2. Перші тестові польоти було проведені в жовтні 1942 року коли було проведено 35 польотів в результаті яких було досягнуто максимальної швидкості в 630 км/год. Експеримент був визнаний вдалим.

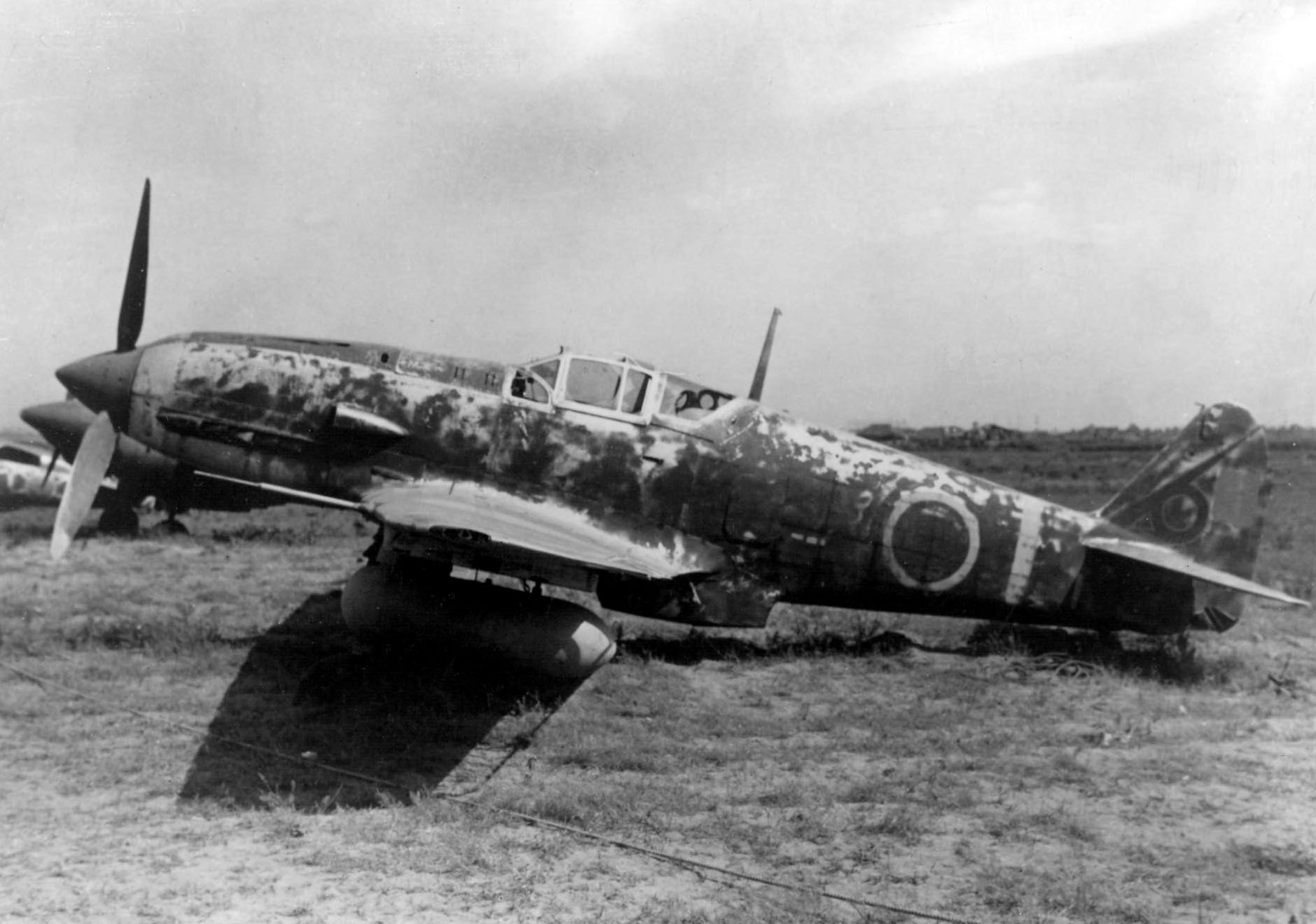
Ki-61 19-го авіазагону ВПС з підвісним паливним баком.

Після виготовлення авіаційної 20-мм гармати Ho-5 Такео Доі вирішив покращити літак замінивши гарматами кулемети в крилах. Для нового озброєння їх було посилено, що також дозволило набирати більшу швидкість в пікіруванні. Іншими невеликими змінами було встановлення підвісів для паливних баків чи бомб, дещо довший фюзеляж з знімним хвостом, а також висувне колесо заднього шасі було замінене на стаціонарне. Загалом літак став простішим в обслуговуванні і дещо покращив свої льотні характеристики. Новій моделі було присвоєно назву Ki-61-I KAIc і її виробництво почалось в січні 1944 року одночасно з припиненням випуску інших моделей. В липні 1944 року на складальній лінії було поставлено рекорд в 254 виготовлені Ki-61. Ще одна модель літака з 30-мм гарматами Hо-105 в крилах отримала назву Ki-61-I KAId. Загалом було випущено 2654 літаки Ki-61-I всіх модифікацій.

### Ki-61-II
Після успішного запуску двигунів Ha-40 японські інженери почали роботу над вдосконаленою версією, яка отримала позначення Kawasaki Ha-140. Основним завданням було забезпечити високу ефективність двигуна на висотах. Після випуску Ha-140 в грудні 1943 року Такео Доі запропонував перший прототип Ki-61 з цим двигуном, який отримав позначення Ki-61-II. Окрім встановлення нового 1500 к.с. двигуна, було збільшено площу крил, а також змінено кабіну пілота для кращого огляду. Проте перші тестові польоти виявились невдалими, сирий двигун мав дуже багато проблем, також колінчастий вал виявився заслабким для нових потужностей. Перероблені крила, як і літак загалом ускладнювали наземне обслуговування.
Було протестовано ще вісім з одинадцяти прототипів, а дев'ятий прототип вже був модифікований і отримав своє позначення: Ki-61-II KAI. В цієї модифікації було збільшено довжину фюзеляжу до 9,16 метрів (з 8,94), також було збільшено площу керуючих елементів, а збільшені раніше крила замінено на звичайні від Ki-61-I. Прототип був завершений в квітні 1944 і тести показали що проблеми з фюзеляжем зникли, а в випадках коли двигун працював справно, Ki-61-II KAI показував добрі результати, зокрема він досягав максимальної швидкості в 610 км./год. на висоті в 6000 метрів, а також піднімався на висоту в 5000 м за шість хвилин. Сподіваючись що проблеми з двигуном з часом будуть вирішені, армійське керівництво вирішило прийняти модель на озброєння під назвою армійський винищувач тип 3 модель 2.
Починаючи з вересня 1944 року почався серійний випуск в двох модифікаціях в залежності від озброєння: Модель 2a — дві 20-мм гармати «Ho-5» в фюзеляжі і два 12.7-мм кулемети «тип 1» в крилах, а також Модель 2b — з чотирма 20-мм гарматами «Ho-5» (або відповідно Ki-61-II KAIa i Ki-61-II KAIb). Через проблеми з двигунами паралельно з Ki-61-II випускалась і Ki-61-II.
19 січня 1945 року авіація союзників розбомбила завод двигунів в Акаші, що зупининило випуск моделі. Загалом було виготовлено 374 фюзеляжі для Ki-61-II, з яких приблизно 30 було знищено на складах внаслідок нальотів, а ще 275 були залишені без двигунів, аж до моменту коли їм встановили чотирнадцяти циліндрові радіальні двигуни Mitsubishi Ha-112-II, але ця модель отримала своє позначення Ki-100. До перероблення робилися різноманітні спроби модифікувати машину в нову версію Ki-61-III, але тільки один прототип був побудований який показав не набагато кращі характеристики як Ki-61-II KAI.

### Модифікації

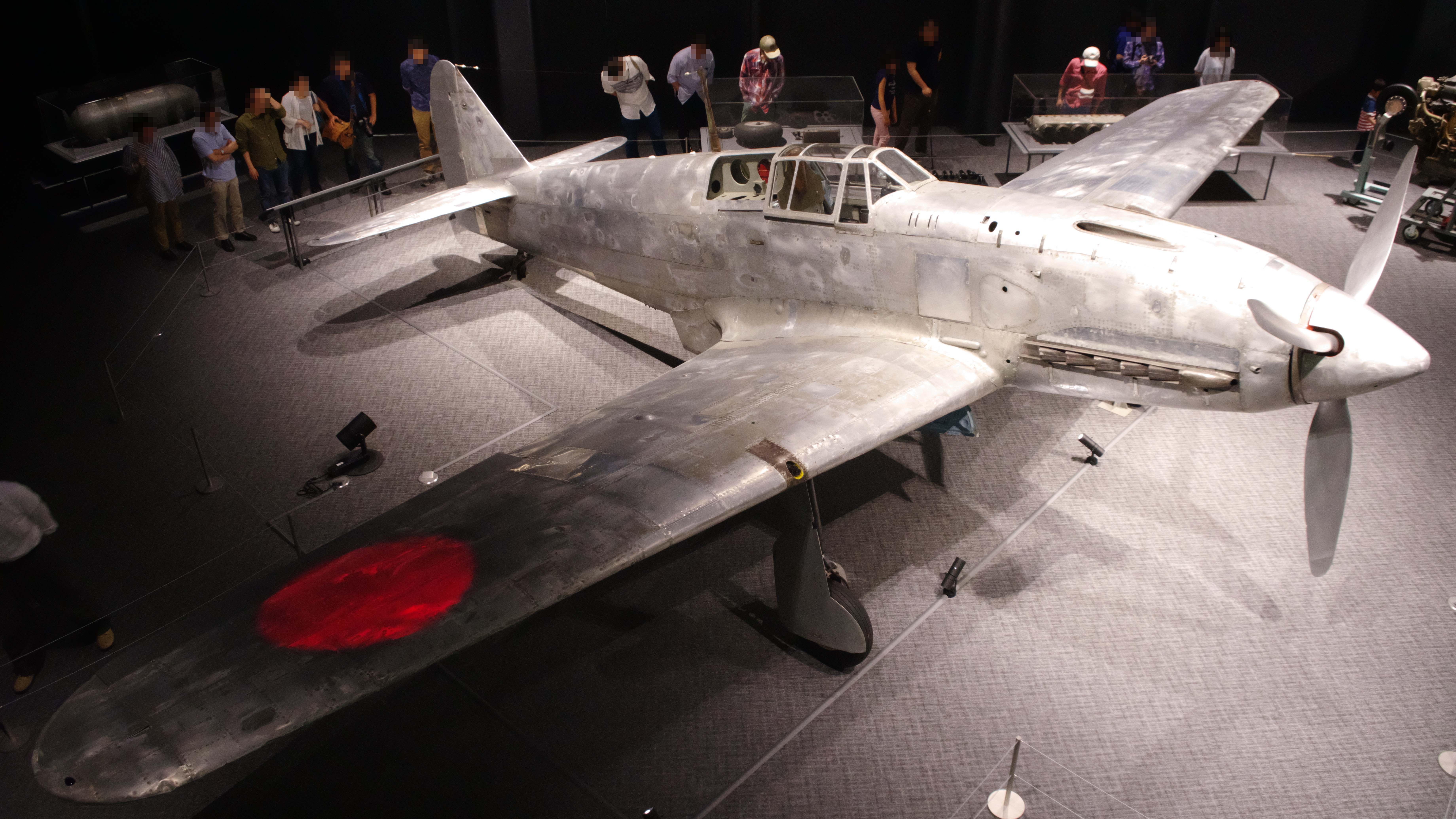
Ki-61 в аерокосмічному музеї в місті Какаміґахара

Загалом на заводах Какаміґахара було виготовлено 3 078 Ki-61 усіх модифікацій:
- 12 прототипів Ki-61 (1941—1942)
- 1380 серійних Ki-61-I (серпень 1942 — липень 1944)
- 1274 серійних Ki-61-I KAI (січень 1944 — січень 1945)
- 8 прототипів Ki-61-II (серпень 1943 — січень 1944)
- 30 прототипів і передсерійних Ki-61-II KAI (квітень — вересень 1944)
- 374 серійних Ki-61-II KAI (вересень 1944 — серпень 1945, але 275 незавершених літаків були завершені в вигляді Ki-100)

## Тактико-технічні характеристики

### Технічні характеристики
|                       | Ki-61-Ib                     | Ki-61-I KAIc                 | Ki-61-II KAIa                |
| --------------------- | ---------------------------- | ---------------------------- | ---------------------------- |
| Екіпаж                | 1 особа                      | 1 особа                      | 1 особа                      |
| Довжина               | 8,75 м                       | 8,94 м                       | 9,16 м                       |
| Висота                | 3,70 м                       | 3,70 м                       | 3,70 м                       |
| Розмах крил           | 12,00 м                      | 12,00 м                      | 12,00 м                      |
| Площа крил            | 20,00 м ²                    | 20,00 м ²                    | 20,00 м ²                    |
| Маса пустого          | 2 210 кг                     | 2 630 кг                     | 2 840 кг                     |
| Маса спорядженого     | 2 950 кг                     | 3 470 кг                     | 3 780 кг                     |
| Максимальна маса      | 3 250 кг                     | -                            | 3 825 кг                     |
| Навантаження на крило | 147.5 кг/м²                  | 173.5 кг/м²                  | 189 кг/м²                    |
| Двигуни               | 1 х Kawasaki Ha-40           | 1 х Kawasaki Ha-40           | 1 х Kawasaki Ha-140          |
| Повітряний гвинт      | трилопатевий, змінного кроку | трилопатевий, змінного кроку | трилопатевий, змінного кроку |
| Діаметр гвинта        | 3 м                          | 3 м                          | 3 м                          |
| Потужність            | 1 080 к. с.                  | 1 100 к. с.                  | 1 250 к. с.                  |
| Питома потужність     | 2.51 кг/к.с.                 | 2.94 кг/к.с.                 | 2.52 кг/к.с.                 |
| Максимальна швидкість | 592 км/г (на висоті 4860 м)  | 590 км/г (на висоті 4260 м)  | 610 км/г (на висоті 6000 м)  |
| Крейсерська швидкість | 400 км/г                     | -                            | 450 км/г                     |
| Операційна дальність  | 600 км                       | -                            | 1 100 км                     |
| Максимальна дальність | 1100 км                      | 1800                         | 1 600 км                     |
| Практична стеля       | 11 600 м                     | 10 000 м                     | 11 000 м                     |
| Час набору висоти     | 5000 м за 5 хв. 31 с.        | 5000 м за 7 хв.              | 5000 м за 6 хв.              |
| Швидкість підйому     | -                            | -                            | 13,9 м / с                   |

### Озброєння
Стрілецько-гарматне:
- Ki-61-Ia:
  - 2 × 7,7 мм кулемети «тип 89» в крилах
  - 2 × 12,7 мм кулемета Ho-103 у фюзеляжі, по 200 патронів на ствол
- Ki-61-Ib:
  - 2 × 12,7 мм кулемета Ho-103 в крилах
  - 2 × 12,7 мм кулемета Ho-103 у фюзеляжі, по 200 патронів на ствол
- Модифіковані Ki-61-Ia/b:
  - 2 × 20 мм гармата MG 151/20 в крилах
  - 2 × 12,7 мм кулемета Ho-103 у фюзеляжі, по 200 патронів на ствол
- Ki-61-I KAIc, Ki-61-II і Ki-61-II KAIa:
  - 2 × 20 мм гармати Ho-5 в крилах, по 120 снарядів на ствол
  - 2 × 12,7 мм кулемета Ho-103 у фюзеляжі, по 200 патронів на ствол
- Ki-61-I KAId:
  - 2 × 30 мм гармати Ho-105 в крилах
  - 2 × 12,7 мм кулемета Ho-103 у фюзеляжі, по 200 патронів на ствол
- Ki-61-II KAIb:
  - 2 × 20 мм гармати Ho-5 в крилах
  - 2 × 20 мм гармати Ho-5 у фюзеляжі

Підвісне
- Бомби: 2 × 250 кг (для модифікацій Ki-61-I KAI і Ki-61-II KAI)
- Підвісні паливні баки: 2 × 200 л (550 л. внутрішній паливний бак)

## Історія використання

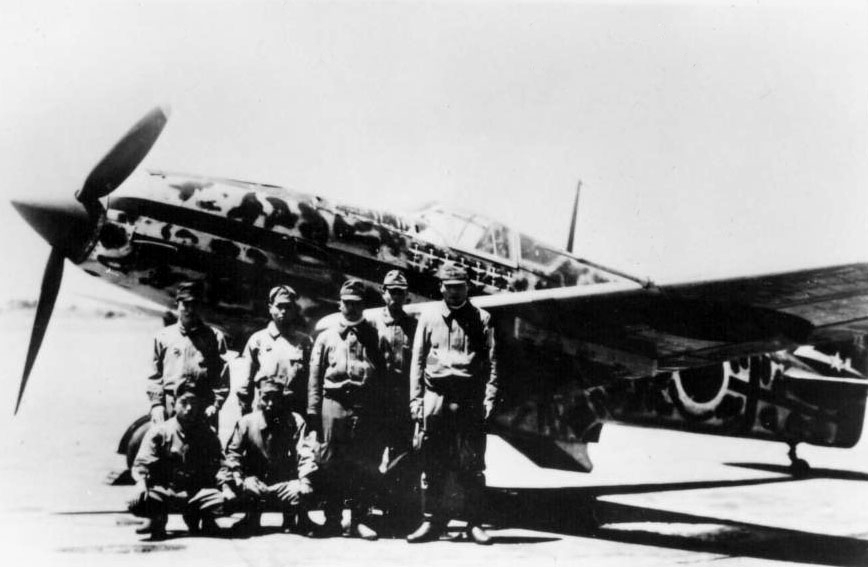
Ki-61 з командою обслуговування і пілотами.

Перші поставки Ki-61 були здійснені в лютому 1943 року в 23 окремий навчальний батальйон в Тьофу. Через два місяці Ki-61 почали використовуватись в бойових діях, зокрема літаки 68 і 78 авіазагону почали активно діяти в Новій Гвінеї, де показали себе з кращого боку в битвах з американськими винищувачами. Через свою високу швидкість і гарне озброєння Ki-61 ефективно могли протидіяти тактиці американських пілотів («вдарив-втік», яка полягала в швидкій атаці на більш повільні японські винищувачі і не зав'язуватись в маневренний бій). Проте особливості двигуна робили наземне обслуговування досить складним в умовах тропіків.
Найбільш активні бойові дії з застосуванням Ki-61 відбулися в 1944—1945 роках під час Філіппінської операції і битви за Окінаву. В кінці війни літак використовувався для захисту японських островів від бомбардувань, і хоча Ki-61 погано діяли на висотах B-29 але вони все ще переважали за льтними характеристиками більшість американських літаків. Ситуація змінилася коли з аеродромів захопленої Іводзіми почали задіюватись P-51 Mustang, які переважали Ki-61 по всіх характеристиках.

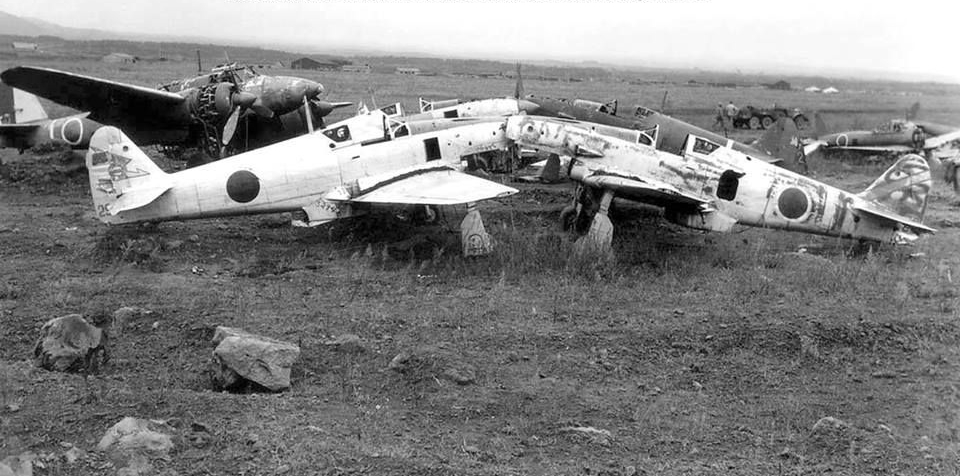
Покинені Ki-61 після війни. На задньому фоні видно також Kawasaki Ki-45.

Введення в експлуатацію Ki-61-II KAI могло змінити ситуацію з атаками на американські бомбардувальники, але через значно більші проблеми з двигуном і нестача кваліфікованого персоналу останні використовувались доволі рідко. 

## Оператори
Японська імперія
- ВПС Імператорської армії Японії
  - 23-тя окрема навчальна рота ВПС
  - 28-тя окрема рота ВПС
  - 17-ий авіазагін ВПС
  - 18-ий авіазагін ВПС
  - 19-ий авіазагін ВПС
  - 23-ий авіазагін ВПС
  - 26-ий авіазагін ВПС
  - 28-ий авіазагін ВПС
  - 37-ий авіазагін ВПС
  - 55-ий авіазагін ВПС
  - 56-ий авіазагін ВПС
  - 59-ий авіазагін ВПС
  - 65-ий авіазагін ВПС
  - 68-ий авіазагін ВПС
  - 78-ий авіазагін ВПС
  - 105-ий авіазагін ВПС
  - 244-ий авіазагін ВПС
  - 8-а навчальна ескадрилья
  - 5-а навчальна ескадрилья
  - 11-а навчальна ескадрилья
  - 16-а навчальна ескадрилья
  - 18-а навчальна ескадрилья

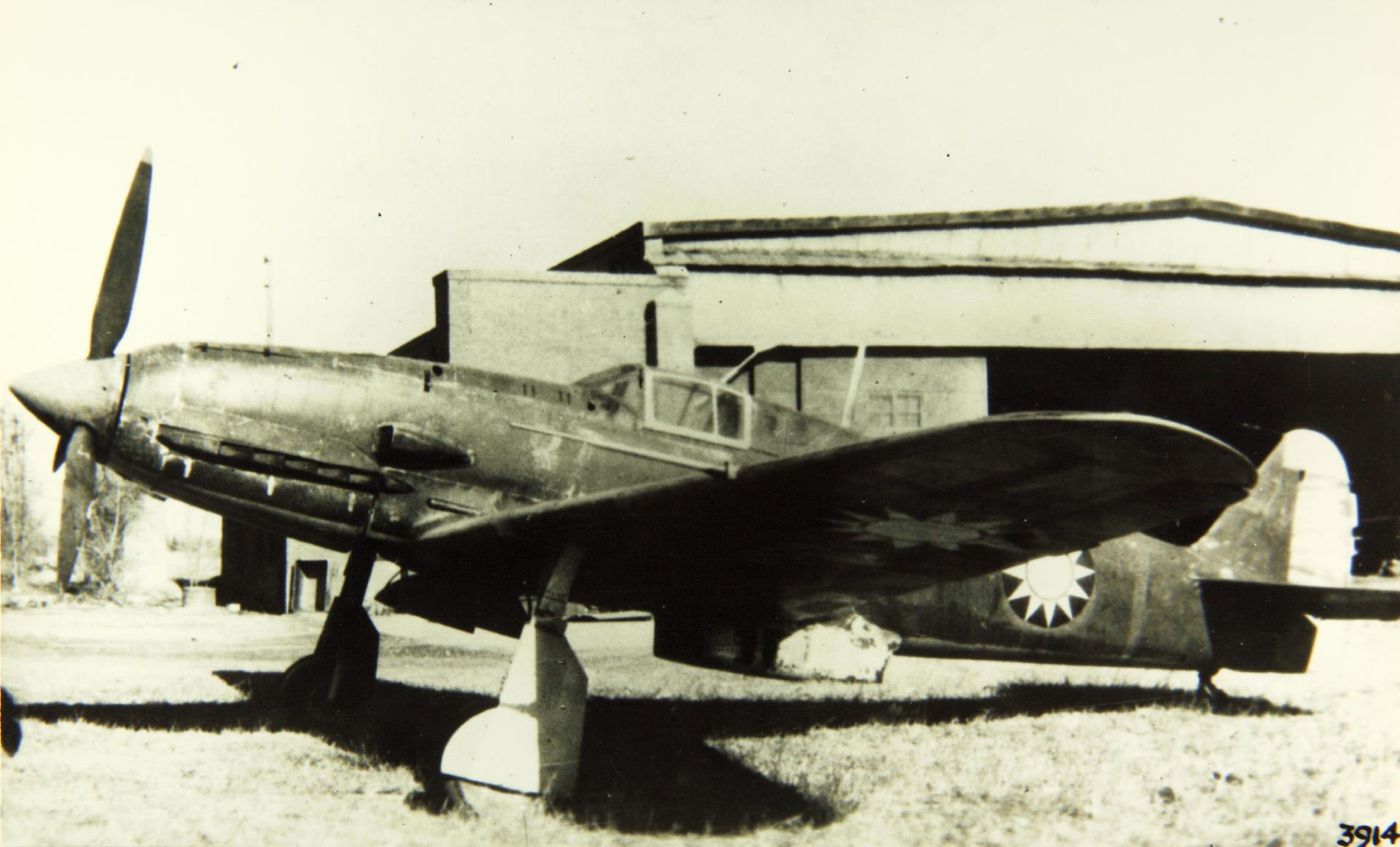
Ki-61 ВПС Республіки Китай.

  - Винищувальна тренувальна школа Акено

 Республіка Китай
- ВПС Республіки Китай

 КНР
- Повітряні сили Китайської Народної Республіки